# 塩釜ガス
塩釜ガス株式会社（しおがまがす）は、宮城県塩竈市に本社を置く一般ガス事業者。塩竈市およびその周辺に都市ガスを供給する。

## 事業内容
- 供給地域 - 塩竈市、多賀城市・七ヶ浜町・利府町の各一部
- ガス種 - 天然ガス（13A）
  - 仙台市ガス局より供給を受けている。

## 沿革
- 1930年2月 - 会社設立。

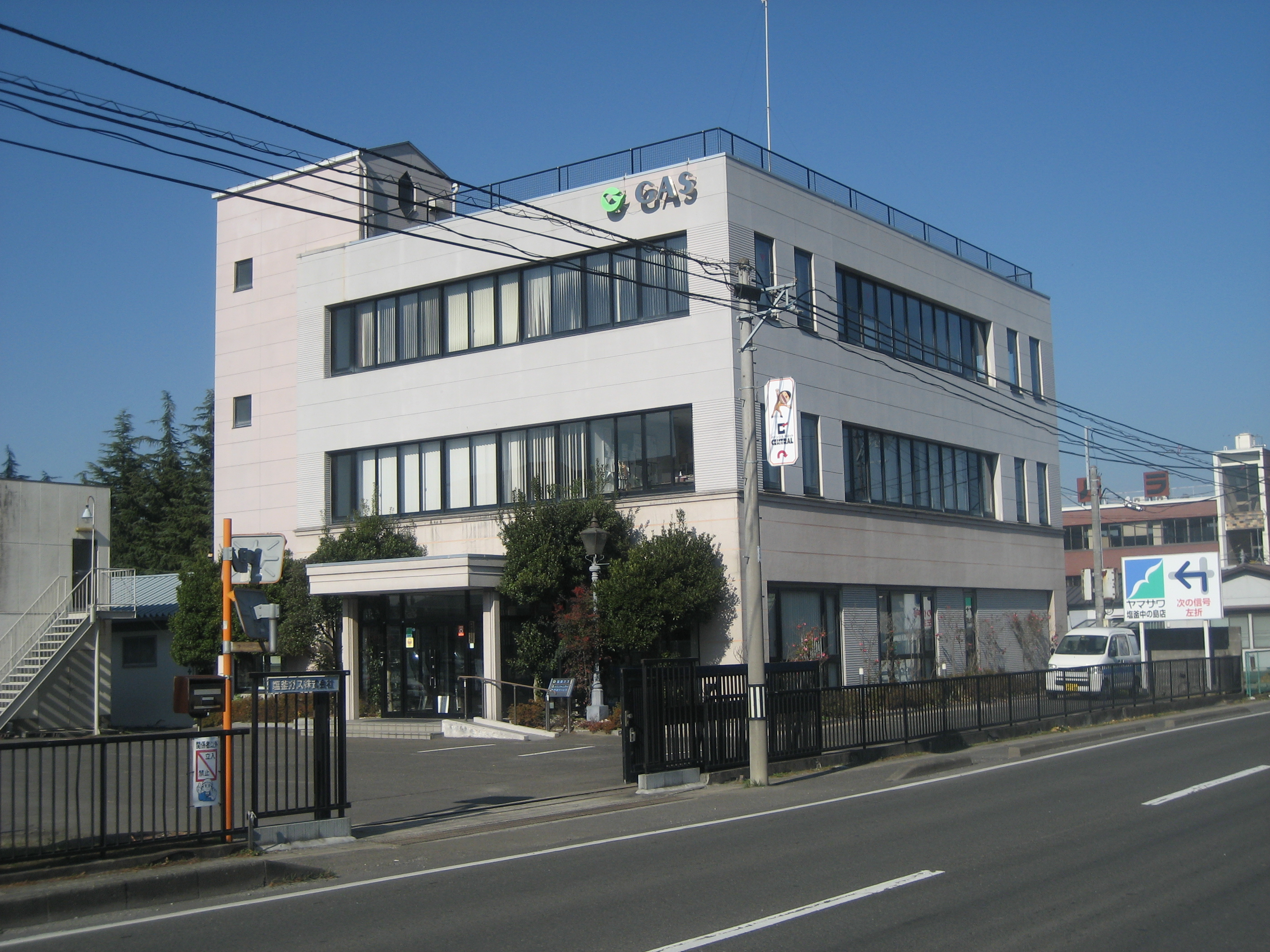
旧本社建物

- 2010年4月1日 - 塩竈市体育館の命名権を取得、2013年3月31日まで「塩釜ガス体育館」とする[1]。
- 2011年3月11日 - 東日本大震災により被災。都市ガス供給エリアへのサービスを停止。
- 2011年4月30日 - 大阪ガス、北海道ガス、山形ガス、苫小牧ガス、岩見沢ガス、旭川ガス、釧路ガス、室蘭ガス、帯広ガスの応援により[2]、全域で復旧[3]。
- 2016年10月 - 塩竈市港町に新本社が竣工し、移転。同時に「物流倉庫、コールセンター及びデータ管理施設」を竣工。